# Март 2013 года

Список событий марта 2013 года.

## События
- 1 марта
  - К Международной космической станции с мыса Канаверал запущен космический грузовой корабль Dragon компании SpaceX[1].
- 2 марта
  - Таджикистан вступил во Всемирную торговую организацию[2].
  - Норвежская лыжница Марит Бьёрген завоевала пять медалей на чемпионате мира по лыжным видам спорта в итальянском Валь-ди-Фьемме[3].
- 3 марта
  - В ходе беспорядков в Бангладеш погибли 16 человек, десятки получили ранения[4].
  - Американские учёные из Университета Джонса Хопкинса объявили, что им удалось вылечить ребёнка, рождённого с ВИЧ[5].
- 4 марта
  - Всеобщие выборы в Кении[6]. По предварительным данным, лидирует вице-премьер страны Ухуру Кениата[7].
  - Сенат Чехии вынес импичмент президенту Вацлаву Клаусу за 3 дня до истечения его полномочий, обвинив его в государственной измене за январскую амнистию, которой он прекратил расследование дел, связанных с финансовыми махинациями и мошенничеством[8].
  - На востоке Демократической Республики Конго разбился пассажирский самолёт Fokker 50, который упал в районе жилых кварталов в городе Гома. Первоначально сообщалось о 36 погибших и 4 раненых[9]. Позже было заявлено о 7 жертвах[10].
- 5 марта
  - Власти американского города Кавендиша (штат Вермонт) приняли решение создать музей А. Солженицына[11].
  - Депутаты молдавского парламента вынесли вотум недоверия правительству премьер-министра Влада Филата[12].
  - В Каракасе скончался президент Венесуэлы Уго Чавес, который находился у власти почти 14 лет[13].
  - На закрытии биржевых торгов в США индекс Доу Джонса достиг исторического максимума в 14253,77 пункта, побив докризисный рекорд от 9 октября 2007 года[14].
  - По делу о нападении на художественного руководителя балета Большого театра Сергея Филина задержаны три человека, в том числе ведущий солист балета театра Павел Дмитриченко, которые признались в совершении преступления[15].
  - Сирийские повстанцы объявили о взятии под свой контроль[англ.] северного сирийского города Ракка[16].
- 6 марта
  - Парламент и правительство Финляндии выступили против присоединения Румынии и Болгарии к Шенгенскому соглашению[17].
  - Около 20 миротворцев были захвачены в зоне разъединения между Сирией и Израилем неизвестными, назвавшимися членами бригады «Мученики Ярмука», которые заявили, что заложники будут освобождены, только если правительственные войска оставят деревню Джамла[18].
- 7 марта
  - Суд Милана приговорил бывшего премьер-министра Италии Сильвио Берлускони к году тюрьмы по делу о неудачном приобретении итальянской страховой группой Unipol банка BNL за раскрытие конфиденциальной информации[19]
  - Исследование образцов воды, полученных в мае 2012 года из антарктического озера Восток, показало, что в нём обитают бактерии, которые нельзя отнести ни к одному из известных подцарств бактерий[20][21]
  - Палеогенетики показали, что открытие новой гаплогруппы Y-хромосом увеличивает возраст Y-хромосомного Адама до 338 тысяч лет[22]
  - В Тампере (Финляндия) начался международный кинофестиваль короткометражного кино.[23]
- 8 марта
  - Президент Молдавии Николай Тимофти принял отставку кабинета министров Влада Филата[24].
  - В Каракасе прошла торжественная церемония прощания с президентом Уго Чавесом, тело которого планировалось забальзамировать[25].
  - Николас Мадуро принял присягу в качестве временно исполняющего обязанности президента Венесуэлы до выборов нового президента вместо скончавшегося Уго Чавеса[26].
  - Вступил в должность президент Чехии Милош Земан[27].
  - На всеобщем совещании кардиналов Римско-католической церкви объявлена официальная дата конклава по избранию нового папы римского, который начнётся 12 марта[28].
  - Премьер-министр Туниса Али Лараед сформировал новое правительство[29].
- 9 марта
  - На Мальте прошли досрочные парламентские выборы[30].
  - В должности премьер-министра Иордании вновь утверждён Абдулла Энсур; ему поручено сформировать новый кабинет министров[31].
  - В Республике Конго разбился грузовой вертолёт Ми-8 компании «ЮТэйр», зафрахтованный ООН; четверо россиян, находившихся на борту, погибли[32].
  - Нападающий каталонской «Барселоны» Лионель Месси, забив в 17-м матче чемпионата Испании по футболу подряд, установил мировой рекорд[33].
  - Нигерийские боевики из группировки «Ансару» казнили семерых захваченных 16 февраля иностранных рабочих. Эту информацию позднее подтвердили власти Италии и Греции, чьи граждане были в числе захваченных заложников[34].
- 10 марта
  - На Фолклендских островах прошёл референдум о независимости от Британии[35].
  - Учёными Университета штата Пенсильвания открыта система коричневых карликов WISE 1049-5319, оказавшаяся третьей по удалённости от Земли[36].
  - Власти Сьерра-Леоне предъявили обвинения в коррупции 29 медицинским чиновникам, которые подозреваются в расхищении средств благотворительного фонда Мелинды и Билла Гейтсов[37].
- 11 марта
  - На Мальте новым премьер-министром страны стал Джозеф Мускат[38].
  - Парламент Грузии единогласно принял резолюцию «Об основных направлениях внешней политики», где подтвердил курс страны на вступление в НАТО и ЕС, а также обозначил разрыв дипотношений с государствами, которые признают независимость Абхазии и Цхинвальского региона/Южной Осетии[39].
  - Парламент Венгрии одобрил поправки к Конституции страны[40].
  - Генерал ФСБ Владимир Булавин назначен новым полномочным представителя президента в Северо-Западном федеральном округе[41].
  - В Канаде стартовал чемпионат мира по фигурному катанию[42].
  - В Рио-де-Жанейро прошло вручение премии Laureus World Sports Awards («Спортивный Оскар»), лучшим спортсменом года стал ямайский бегун Усэйн Болт, который удостоился награды в третий раз. Приз лучшей спортсменке года получила олимпийская чемпионка Игр-2012 в семиборье Джессика Эннис[43].
- 12 марта
  - В Гренландии прошли парламентские выборы[44]. Победу одержала оппозиционная социал-демократическая партия «Сиумут». Её лидер Алека Хаммонд станет первой женщиной премьер-министром[45].
  - В Ватикане начался конклав для избрания нового папы римского[46]. После первого голосования нового папу избрать не удалось[47].
  - Марин Райков назначен временно исполняющим обязанности премьер-министра Болгарии, которые он будет исполнять до проведения досрочных парламентских выборов, назначенных на 12 мая[48].
  - Японской госкорпорации JOGMEC первой в мире удалось добыть газ из гидрата метана на дне океана. По оценке компании, местных запасов хватит, чтобы удовлетворить потребности страны в газе на 100 лет[49].
  - Женская сборная Украины по шахматам победила на командном чемпионате мира, который состоялся в Астане[50].
- 13 марта
  - В чилийской пустыне Атакама запущен самый мощный телескоп на планете[51].
  - Адам Джиллз избран новым главой Аграрной либеральной партии и тем самым сменил Терри Миллса на посту премьер-министра Северной территории Австралии[52].
  - Новым папой римским избран Хорхе Марио Бергольо, взявший имя Франциск[53].
  - Лауреатом премии Хольберга 2013 года стал социолог науки, антрополог и философ Бруно Латур[54].
  - Швеция решила построить свой собственный ускоритель частиц[55].
- 14 марта
  - Си Цзиньпин избран председателем КНР и главой Центрального военного совета КНР, сменив на посту Ху Цзиньтао. Чжан Дэцзян, избран главой китайского парламента[56].
  - Европейское космическое агентство и Роскосмос подписали финальное соглашение о совместном осуществлении проекта «ЭкзоМарс»[57].
  - Полиция Нью-Йорка арестовала в Бруклине 46 человек, участвовавших в беспорядках, в которые вылилась длившаяся три дня акция протеста против убийства полицейскими 16-летнего чернокожего подростка[58].
  - В Непале сформировано временное предвыборное правительство во главе с председателем Верховного суда К. Р. Регми[59].
- 15 марта
  - Бывший губернатор провинции Хэнань Ли Кэцян, выдвинутый на должность премьера Государственного совета КНР, официально вступил в должность[60].
  - Северокорейские военные произвели запуск двух ракет малой дальности KN-02 в сторону Японского моря, где в это время проходили совместные учения США и Южной Кореи[61].
  - В Израиле сформировано новое правительство, которое вступит в должность 18 марта[62].
  - Тело Уго Чавеса захоронено в музее Революции в Каракасе. Ранее было принято решение забальзамировать тело, но из-за необратимых последствий этого сделать не удалось[63].
- 16 марта
  - В Непале прошли акции протеста против правительства[64].
  - В Зимбабве прошёл референдум по новой конституции, которая должна ограничить срок пребывания у власти президента[65].
  - Космический корабль Союз ТМА-06М совершил посадку в казахстанской степи. Экипаж посадки Олег Новицкий, Евгений Тарелкин и Кевин Форд[66].
  - В Китае сформировано новое правительство. Министром иностранных дел стал Ван И[67].
  - Лаура Больдрини избрана председателем Палаты депутатов Италии[68].
  - Сборная Уэльса по регби выиграла кубок шести наций 2013 года[69].
  - Власти Республики Кипр объявили о грядущем принудительном введении налога на банковские вклады и его списании с депозитов; все электронные операции по счетам были заморожены[70].
  - Начался вывод испанских войск из Афганистана[71].
- 17 марта
  - Новосибирский волейбольный клуб «Локомотив» стал победителем Лиги чемпионов ЕКВ, обыграв в пяти сетах итальянский клуб «Кунео»[72].
  - Закончился чемпионат мира по фигурному катанию, кореянка Ким Ён А стала двукратной чемпионкой мира[73].
  - Притцкеровская премия за 2012 год присуждена японскому архитектору Тоё Ито[74].
  - В Ханты-Мансийске завершился кубок по биатлону, Тура Бергер из Норвегии и француз Мартен Фуркад победили в общем зачёте, российская сборная получила 29 медалей[75].
  - В ОАЭ запущена самая крупная в мире солнечная электростанция Шамс-1 (Солнце-1)[76].
- 18 марта
  - Премьер-министром сирийской национальной коалиции был избран курд Гассан Хитто[77].
- 19 марта
  - В Ватикане прошла интронизация папы римского Франциска[78].
  - В Гвинейском заливе у берегов Нигерии потерпело крушение судно со 166 пассажирами. Спасены 2 человека[79].
  - Парламент Республики Кипр проголосовал против предлагаемого Евросоюзом плана спасения экономики[80].
  - Государство Вануату подтвердило отзыв признания независимости Абхазии, заявив, что собирается начать переговоры по установлению дипломатических отношений с Грузией[81].
  - Русский язык стал вторым по количеству сайтов на нём в Интернете[82].
  - С мыса Канаверал осуществлён запуск ракеты-носителя Атлас-5 v401 с космическим аппаратом SBIRS GEO-2. Запуск в интересах министерства обороны США[83].
- 20 марта
  - Скончался президент Бангладеш Зиллур Рахман[84].
  - Правительство Венесуэлы приняло решение приостановить диалог с США об улучшении двусторонних отношений[85].
  - Парламент Словении проголосовал за создание нового коалиционного левоцентристского правительства во главе с Аленкой Братушек[86].
- 21 марта
  - Ежемесячная аудитория видеохостинга YouTube превысила 1 миллиард пользователей[87].
  - Россиянин Денис Юсков выиграл первую за 17 лет для России золотую медаль по конькобежному спорту на прошедшем в Сочи чемпионате мира, победив на дистанции 1500 м[88].
  - Премьер-министр Вануату Сато Килман подал в отставку[89].
  - ЕКА представило уточнённую карту реликтового излучения, составленную с помощью космического телескопа «Планк».
  - Джастин Уэлби официально занял пост архиепископа Кентерберийского[90].
  - Физик-теоретик Александр Поляков стал лауреатом Fundamental Physics Prize[91].
  - Парламент Грузии внёс изменения в конституцию, согласно которым полномочия президента ограничиваются, а парламента расширяются[92].
- 22 марта
  - Президент Италии Джорджо Наполитано поручил Пьеру Луиджи Берсани сформировать новое правительство[93].
  - Премьер-министр Ливана Наджиб Микати объявил об отставке правительства[94].
  - ООН расследует возможное применение химического оружия в Сирии[95].
  - В Киеве начался самый сильный за историю метеонаблюдений снегопад[96].
  - Американская группа My Chemical Romance сообщила о своем распаде.
- 23 марта
  - В Лондоне (Великобритания) скончался бывший российский предприниматель Борис Березовский[97].
  - Ведущая борьбу за создание независимого Курдистана на юго-востоке Турции Рабочая партия Курдистана заявила о прекращении огня[98].
  - Антиправительственный мятеж в Центральноафриканской Республике с требованием отставки президента страны Франсуа Бозизе[99].
- 24 марта
  - Сборная России по спортивной борьбе выиграла неофициальный общекомандный зачёт на чемпионате Европы, проходившем в Тбилиси, завоевав 15 медалей, в том числе 6 золотых[100].
  - Мир Хазар Хан Хосо стал временным премьер-министром Пакистана, сменив на этом посту Раджу Первеза Ашрафа[101].
  - Моаз аль-Хатиб ушёл в отставку с поста президента Национальной коалиции сирийской оппозиции[102].
  - Суд последней инстанции Гонконга постановил, что домашняя прислуга из других стран не имеет права получить гражданство этой территории[103].
- 25 марта
  - Евросоюз и Япония договорились начать переговоры[англ.], целью которых является заключение «широкомасштабного» соглашения о беспрепятственной двусторонней торговле[104].
  - В Замбии был арестован бывший президент этой африканской страны Рупия Банда, по обвинению в превышении служебных полномочий[105].
- 26 марта
  - Лидеры Бразилии, Индии, Китая, России и ЮАР встретились в Дурбане на очередном саммите стран БРИКС[106].
  - Очередным лауреатом премии памяти Астрид Линдгрен стала иллюстратор и автор книг с картинками из Аргентины Марисоль Мисента[107].
  - В Тунисе открылся Всемирный социальный форум, впервые он прошёл в арабском мире[108].
  - Президент Венгрии Янош Адер подписал поправки к конституции, вызвавшие критику как внутри страны, так и вне её[109].
  - Еврокомиссар по расширению и европейской политике соседства Штефан Фюле заявил, что Хорватия выполнила все условия для вступления в Евросоюз[110].
  - С космодрома Байконур осуществлён запуск ракеты-носителя Протон-М с разгонным блоком Бриз-М. Она вывела на орбиту мексиканский спутник связи SatMex-8[111].
- 27 марта
  - Парламент Лихтенштейна избрал Адриана Хаслера новым главой правительства[112].
  - Продовольственная и сельскохозяйственная организация ООН назвала катастрофой нашествие саранчи на половине территории острова Мадагаскар, признав насекомое угрозой для питания 60 % населения этого государства[113].
  - Литва и Руанда установили дипломатические отношения[114].
- 28 марта
  - Около полутора тысяч вооружённых дружинников, недовольных сотрудничеством полиции с местными преступными группами, захватили небольшой мексиканский город в штате Герреро и задержали местных полицейских[115].
  - В Южном Судане 163 человека, погибли в ходе столкновений[англ.], результатом которых стал захват правительственными войсками взлётно-посадочной полосы в городе Окелло, которую боевики полевого командира Давида Яу Яу использовали для доставки оружия[116].
- 29 марта
  - Старт космического корабля Союз ТМА-08М к международной космической станции[117].
  - В столице КНДР состоялся массовый антиамериканский митинг[118].
  - Президент России Владимир Путин подписал указ об учреждении звания Герой Труда Российской Федерации[119].
  - ООН впервые в своей истории наделила миротворцев правом атаковать первыми: в Демократической Республике Конго «голубые каски» теперь смогут, согласно принятой Совбезом ООН резолюции, проводить боевые операции по нейтрализации повстанцев[120].
- 30 марта
  - Король Иордании Абдалла II привел к присяге новое правительство[121].
- 31 марта
  - Глава повстанцев в Центральноафриканской Республике Мишель Джотодия провозгласил себя президентом страны и объявил о формировании временного правительства[122].
  - Басем Юсеф, самый популярный телевизионный сатирик Египта, был выпущен под залог, после того как власти в течение пяти часов допрашивали его в связи с подозрениями в оскорблении ислама и президента Мухаммеда Мурси[123].